# Associazione Calcio Femminile GBC Milan 1977
Questa voce raccoglie le informazioni riguardanti l'Associazione Calcio Femminile G.B.C. Milan nelle competizioni ufficiali della stagione 1977.

## Rosa
Rosa aggiornata all'inizio della stagione.
| N. |                   | Ruolo | Calciatrice    |
| -- | ----------------- | ----- | -------------- |
|    | Italia (bandiera) |       | Alice Baiguini |
| 8  | Italia (bandiera) | A     | Elena Boselli  |
| 4  | Italia (bandiera) | D     | Rosalba Canzi  |
| 3  | Italia (bandiera) | D     | Ivana Clerici  |
| 2  | Italia (bandiera) | D     | Manola Conter  |
|    | Italia (bandiera) | C     | Maura Fabbri   |
| 10 | Scozia (bandiera) | A     | Edna Neillis   |

| N. |                   | Ruolo | Calciatrice       |
| -- | ----------------- | ----- | ----------------- |
| 5  | Italia (bandiera) | C     | Rita Pedrali      |
|    | Italia (bandiera) |       | Donatella Pirotta |
| 11 | Scozia (bandiera) | A     | Rose Reilly       |
| 7  | Italia (bandiera) | A     | Gabriella Scotton |
| 1  | Italia (bandiera) | P     | Daniela Sogliani  |
| 5  | Italia (bandiera) | C     | Anna Stopar       |
|    | Italia (bandiera) |       | Teresa Villa      |